# Mohanpur (stato)
Lo Stato di Mohanpur fu uno stato principesco del subcontinente indiano, avente per capitale la città di Mohanpur.

## Storia
Lo stato di Mohanpur venne fondato nel 1227 circa da un antenato dei futuri sovrani locali di nome Jaspal, ma la sua storia è pressoché sconosciuta.
Pur se di piccole dimensioni, Mohanpur riuscì ad evitare di essere annesso allo stato di Baroda sulla base dell' Attachment Scheme nel dicembre del 1943.
L'ultimo sovrano fu Vinaysinhji Sartansinhji, che firmò l' instrument of accession all'Unione Indiana il 10 giugno 1948.

## Governanti
I regnanti di Mohanpur avevano il titolo di takhur.

### Takhur
- ...
  - 1793 – 1795                vacante
- 1795 – 1801                Hindusinhji Pratapsinhji
- 1801 – 18..                Salamsinhji
- 18.. – 1850                Raisinhji
- 1850 – 1875                Dolatsinhji
- 1875 – 1882                Umedsinhji                      (n. 1854 – m. 1882)
- 6 Oct 1882 – 1916         Himmatsinhji                    (n. 1873 – m. 1916)
  - 1882 – 1894                .... - reggente
- 1916 – 1927                Thakhatsinhji                   (n. 1861 – m. 19..)
- 1927 – 1947                Vinaysinhji Sartansinhji        (n. 1909 – m. 1955)